# Клајв Баркер
Клајв Баркер (енгл. Clive Barker; рођен 5. октобра 1952) енглески је драматург, романописац, филмски редитељ и ликовни уметник.

## Биографија
Баркер је постао познат средином 1980-их серијом кратких прича, под називом „Books of Blood”, које су га позиционирале као водећег писца хорора. Од тада је написао многобројне романа и друга дела, а његова фикција је адаптирана у филмове, нарочито   у серијалу „Господари пакла”, чији је први део такође написао и режирао, као и серију „Кендимен”. Баркер је такође извршни продуцент филма „Gods and Monsters”, који је освојио Оскара у категорији Најбољи адаптирани сценарио.
Баркерове слике и илустрације излагане су у галеријама у Сједињеним Америчким Државама. Многа визуелна дела налазе се у његовим књигама. Он је творац неколико оригиналних ликова и прича за стрипове, а неке од његових популарнијих хорор прича представљене су серијама стрипова.